# Protojanira leleupi
Protojanira leleupi là một loài chân đều trong họ Protojaniridae. Loài này được Grindley miêu tả khoa học năm 1963.